# ولکی برنو
ولکی برنو (به چکی: Velký Beranov) یک منطقهٔ مسکونی در جمهوری چک است که در Jihlava District واقع شده‌است.

## خصوصیات
ولکی برنو ۱۰٫۱۶ کیلومترمربع مساحت و ۱٬۲۶۸ نفر جمعیت دارد و ۵۲۴ متر بالاتر از سطح دریا واقع شده‌است.